# Región del Biobío
La región del Biobío (también escrita como Bío-Bío o Bío Bío) es una de las dieciséis regiones en que se divide la República de Chile. Su capital es Concepción. Ubicada en el centro geográfico del país, y distribuida entre la zona central y la zona sur, limita al norte con la región de Ñuble, al este con la provincia del Neuquén en Argentina, al sur con la región de La Araucanía y al oeste con el océano Pacífico.
La región cuenta con una superficie de 23 890,2 km² y una población de 1 557 414 habitantes, siendo la tercera región más habitada del país, por detrás de las regiones Metropolitana de Santiago y de Valparaíso. La región está compuesta por las provincias de Arauco, Biobío
y Concepción. Su principal centro urbano es el Gran Concepción.
El 6 de septiembre de 2018, la provincia de Ñuble se escindió de la Región del Biobío, convirtiéndose en la nueva región de Ñuble.

## Geografía y clima
El clima de esta región es mediterráneo con estaciones semejantes, sin embargo al sur, la influencia mediterránea cambia a oceánica. Se desarrolla en una franja longitudinal, pero, al interior y al sur, se deja sentir la influencia mediterránea lluviosa, llegando a más de 2400 mm de precipitaciones concentradas en invierno.
Hacia la precordillera, el clima frío presenta una alta oscilación térmica, con un promedio de 1850 mm de precipitaciones.
En el sector costero predomina un clima mediterráneo con influencia oceánica.

### Cordillera de los Andes
Con un promedio de 3300 m s. n. m. y fuerte actividad volcánica como el volcán Callaqui (3164 m s. n. m.), el volcán Antuco (2979 m s. n. m.) y el volcán Copahue (2965 m s. n. m.). Otras cimas relevantes son la sierra Velluda (3585 m s. n. m.) y de menor altura la cordillera de Polcura. Continúa el relieve precordillerano La Montaña.

### Depresión intermedia
Se encuentran diferencias como una mayor anchura en el sector norte de la región. Aquí se concentra gran cantidad de recursos hídricos que permiten actividad forestal, agrícola y ganadera, a partir del sistema fluvial del río Biobío, siendo este, con sus 380 kilómetros de extensión, uno de los ríos más caudalosos del país, lo que favorece la instalación de plantas de energía hidroeléctrica. El asentamiento humano se encuentra en menor proporción que en otras regiones, ya que este se concentra en la costa.

## Gobierno y administración

### División político-administrativa
La región del Biobío, que tiene por capital a la ciudad de Concepción, para efectos del gobierno y administración interior, se divide en tres provincias.
- Provincia de Arauco, capital Lebu
- Provincia de Biobío, capital Los Ángeles
- Provincia de Concepción, capital Concepción

Mientras que estas tres provincias se subdividen en treinta y tres comunas ―Arauco, Cañete, Contulmo, Curanilahue, Lebu, Los Álamos, Tirúa, Alto Biobío, Antuco, Cabrero, Laja, Los Ángeles, Mulchén, Nacimiento, Negrete, Quilaco, Quilleco, San Rosendo, Santa Bárbara, Tucapel, Yumbel, Chiguayante, Concepción, Coronel, Florida, Hualpén, Hualqui, Lota, Penco, San Pedro de la Paz, Santa Juana, Talcahuano y Tomé―.
| \| Provincia \| Capital \| Comuna \| \| ---------- \| ----------- \| ------------------- \| \| Arauco \| Lebu \| Arauco \| \| Arauco \| Lebu \| Cañete \| \| Arauco \| Lebu \| Contulmo \| \| Arauco \| Lebu \| Curanilahue \| \| Arauco \| Lebu \| Lebu \| \| Arauco \| Lebu \| Los Álamos \| \| Arauco \| Lebu \| Tirúa \| \| Biobío \| Los Ángeles \| Alto Biobío \| \| Biobío \| Los Ángeles \| Antuco \| \| Biobío \| Los Ángeles \| Cabrero \| \| Biobío \| Los Ángeles \| Laja \| \| Biobío \| Los Ángeles \| Los Ángeles \| \| Biobío \| Los Ángeles \| Mulchén \| \| Biobío \| Los Ángeles \| Nacimiento \| \| Biobío \| Los Ángeles \| Negrete \| \| Biobío \| Los Ángeles \| Quilaco \| \| Biobío \| Los Ángeles \| Quilleco \| \| Biobío \| Los Ángeles \| San Rosendo \| \| Biobío \| Los Ángeles \| Santa Bárbara \| \| Biobío \| Los Ángeles \| Tucapel \| \| Biobío \| Los Ángeles \| Yumbel \| \| Concepción \| Concepción \| Chiguayante \| \| Concepción \| Concepción \| Concepción \| \| Concepción \| Concepción \| Coronel \| \| Concepción \| Concepción \| Florida \| \| Concepción \| Concepción \| Hualpén \| \| Concepción \| Concepción \| Hualqui \| \| Concepción \| Concepción \| Lota \| \| Concepción \| Concepción \| Penco \| \| Concepción \| Concepción \| San Pedro de la Paz \| \| Concepción \| Concepción \| Santa Juana \| \| Concepción \| Concepción \| Talcahuano \| \| Concepción \| Concepción \| Tomé \| | Arauco Cañete Contulmo Curanilahue Lebu Los Álamos Tirúa Alto Biobío Antuco Cabrero Laja Los Ángeles Mulchén Nacimiento Negrete Quilaco Quilleco Sn. Rosendo Santa Bárbara Tucapel Yumbel Chiguayante Concepción Coronel Florida Hualpén Hualqui Lota Penco San Pedro de la Paz Santa Juana Talcahuano Tomé |                     |
| Provincia | Capital | Comuna              |
| Arauco | Lebu | Arauco              |
| Arauco | Lebu | Cañete              |
| Arauco | Lebu | Contulmo            |
| Arauco | Lebu | Curanilahue         |
| Arauco | Lebu | Lebu                |
| Arauco | Lebu | Los Álamos          |
| Arauco | Lebu | Tirúa               |
| Biobío | Los Ángeles | Alto Biobío         |
| Biobío | Los Ángeles | Antuco              |
| Biobío | Los Ángeles | Cabrero             |
| Biobío | Los Ángeles | Laja                |
| Biobío | Los Ángeles | Los Ángeles         |
| Biobío | Los Ángeles | Mulchén             |
| Biobío | Los Ángeles | Nacimiento          |
| Biobío | Los Ángeles | Negrete             |
| Biobío | Los Ángeles | Quilaco             |
| Biobío | Los Ángeles | Quilleco            |
| Biobío | Los Ángeles | San Rosendo         |
| Biobío | Los Ángeles | Santa Bárbara       |
| Biobío | Los Ángeles | Tucapel             |
| Biobío | Los Ángeles | Yumbel              |
| Concepción | Concepción | Chiguayante         |
| Concepción | Concepción | Concepción          |
| Concepción | Concepción | Coronel             |
| Concepción | Concepción | Florida             |
| Concepción | Concepción | Hualpén             |
| Concepción | Concepción | Hualqui             |
| Concepción | Concepción | Lota                |
| Concepción | Concepción | Penco               |
| Concepción | Concepción | San Pedro de la Paz |
| Concepción | Concepción | Santa Juana         |
| Concepción | Concepción | Talcahuano          |
| Concepción | Concepción | Tomé                |

### Autoridades

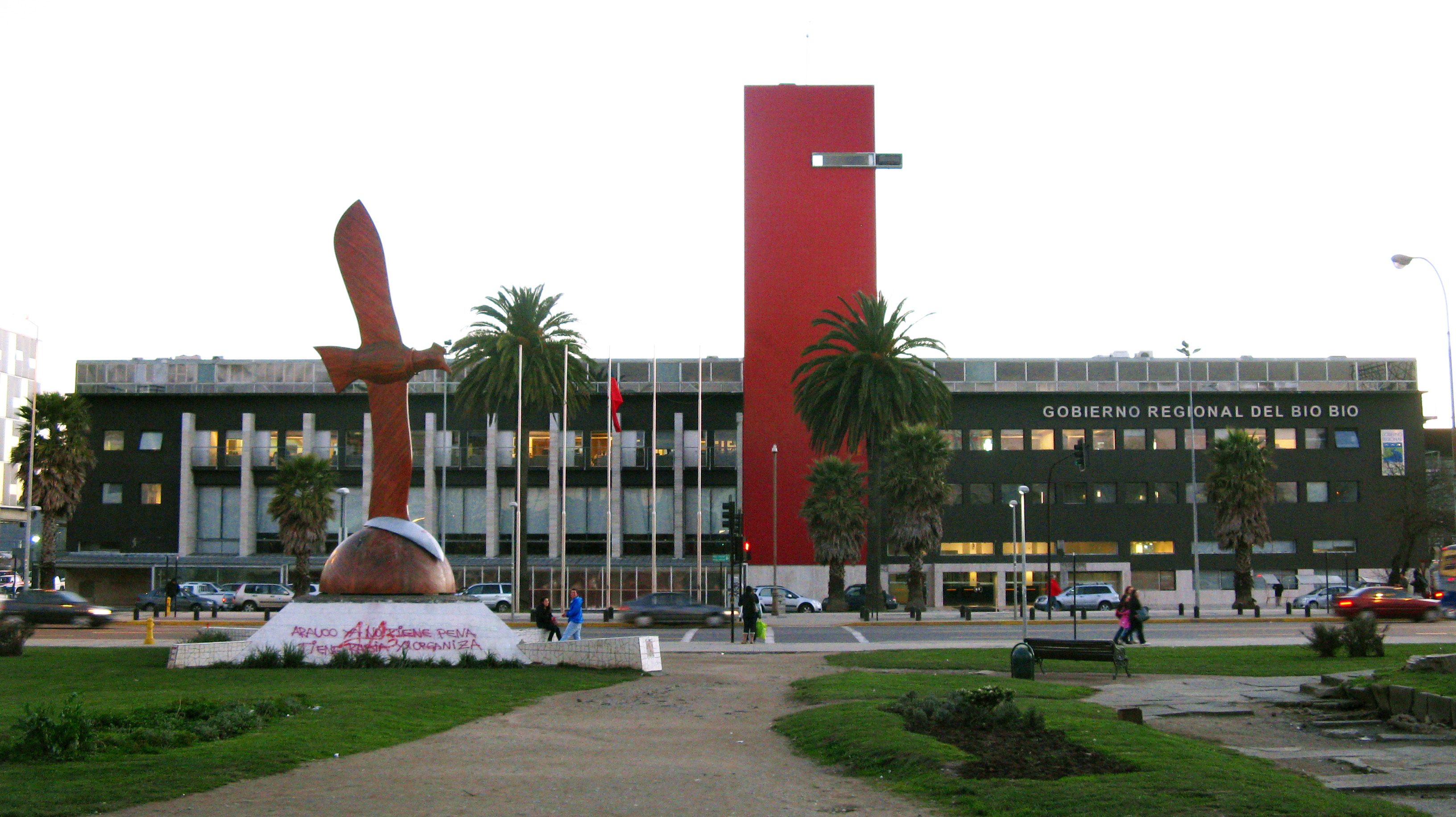
Edificio del Gobierno Regional del Biobío

La administración de la región del poder ejecutivo radica en el Gobierno Regional del Biobío, constituido por el gobernador del Biobío y por el Consejo Regional, además de contar con la presencia del delegado presidencial regional del Biobío y a tanto el delegado presidencial provincial del Biobío y el delegado presidencial provincial de Arauco, representantes del Gobierno central del país.
Para los efectos de la administración local, las provincias están divididas a su vez en treinta y tres comunas ―Arauco, Cañete, Contulmo, Curanilahue, Lebu, Los Álamos, Tirúa, Alto Biobío, Antuco, Cabrero, Laja, Los Ángeles, Mulchén, Nacimiento, Negrete, Quilaco, Quilleco, San Rosendo, Santa Bárbara, Tucapel, Yumbel, Chiguayante, Concepción, Coronel, Florida, Hualpén, Hualqui, Lota, Penco, San Pedro de la Paz, Santa Juana, Talcahuano y Tomé― en total regidas por su respectiva municipalidad.
El poder legislativo se encuentra representado y dividido territorialmente a través de la 10.ª circunscripción del Senado de Chile constituida por tres senadores y por el 20.º distrito electoral de la Cámara de Diputados —compuesto por ocho diputados— y el 21.º distrito electoral de la Cámara de Diputados —compuesto por cinco diputados—, los cuales representan a los ciudadanos de la región.

#### Gobernador Regional
- Sergio Giacaman García (Ind-UDI)

#### Delegado Presidencial Regional
- Eduardo Pacheco Pacheco (FA)

#### Delegado Presidencial Provincial
- Arauco: Humberto Toro Vega (PS)
- Biobío: Javier Fuchslocher Baeza (PS)

#### Alcaldes
| Comuna      | Alcalde                   | Partido | Comuna              | Alcalde                  | Partido |
| ----------- | ------------------------- | ------- | ------------------- | ------------------------ | ------- |
| Alto Biobío | Felix Vita Manquepi       | Ind-PPD | Lota                | Jaime Vásquez Castillo   | Ind-UDI |
| Antuco      | Sandra Bobadilla Cisterna | Ind.    | Mulchén             | José Miguel Muñoz Saez   | PRCh    |
| Arauco      | Mauricio Alarcón Guzmán   | Ind-UDI | Nacimiento          | Carlos Toloza Soto       | UDI     |
| Cabrero     | Yusef Sagab Araneda       | Ind.    | Negrete             | Alfredo Peña Peña        | PR      |
| Cañete      | Jorge Radonich Barra      | RN      | Penco               | Rodrigo Vera Riquelme    | Ind.    |
| Chiguayante | Jorge Lozano Zapata       | Ind.    | Quilaco             | Pablo Urrutia Maldonado  | Ind-DC  |
| Concepción  | Héctor Muñoz Uribe        | PSC     | Quilleco            | Claudio Solar Jara       | DC      |
| Contulmo    | Carlos Leal Neira         | Ind.    | San Pedro de la Paz | Juan Pablo Spoerer Brito | EVOP    |
| Coronel     | Boris Chamorro Rebolledo  | PS      | San Rosendo         | Rabindranath Acuña Olate | Ind     |
| Curanilahue | Luis Gengnagel Gutiérrez  | Ind-UDI | Santa Bárbara       | Cristian Oses Abuter     | RN      |
| Florida     | Rodrigo Montero Cuevas    | PS      | Santa Juana         | Ángel Castro Medina      | Ind.    |
| Hualpén     | Miguel Rivera Morales     | PPD     | Talcahuano          | Eduardo Saavedra Bustos  | PS      |
| Hualqui     | Ricardo Fuentes Palma     | Ind.    | Tirúa               | Jose Linco Garrido       | Ind-PS  |
| Laja        | Vladimir Fica Toledo      | RN      | Tomé                | Ítalo Cáceres Lizana     | Ind.    |
| Lebu        | Marcela Tiznado Fernandez | Ind-UDI | Tucapel             | Jaime Veloso Jara        | RN      |
| Los Álamos  | Pablo Vegas Verdugo       | Ind-UDI | Yumbel              | Jose Saez Vinet          | Ind.    |
| Los Ángeles | José Pérez Arriagada      | PR      |                     |                          |         |

#### Parlamentarios

##### Senadores
| Circunscripción | Senadores                                                                         | Partido         |
| --------------- | --------------------------------------------------------------------------------- | --------------- |
| 10              | Sebastián Keitel Bianchi Gastón Saavedra Chandía Enrique van Rysselberghe Herrera | Ind-EVOP PS UDI |

##### Diputados
| Distrito | Diputados | Partido                                 | Distrito | Diputados | Partido                |
| -------- | --- | --------------------------------------- | -------- | --- | ---------------------- |
| 20       | Francesca Muñoz González Félix González Gatica Sergio Bobadilla Muñoz Marlene Pérez Cartes Leonidas Romero Sáez Eric Aedo Jeldres Roberto Arroyo Muñoz María Candelaria Acevedo Sáez | PSC Ind-FA UDI Ind-UDI PNL PDC PSC PCCh | 21       | Cristóbal Urruticoechea Ríos Flor Weisse Novoa Joanna Pérez Olea Karen Medina Vásquez Clara Sagardia Cabezas | PNL UDI DEM Ind-PDC FA |

#### Secretarías regionales ministeriales
| Hacienda                            | Sebastián Rivera Yáñez     | PPD   |
| Seguridad Pública                   | Paulina Stuardo Juliá      |       |
| Gobierno                            | Jacqueline Cárdenas Millar | FREVS |
| Economía, Fomento y Turismo         | Javier Sepúlveda Sepúlveda | FA    |
| Desarrollo Social y Familia         | Hedson Díaz Cruces         | PS    |
| Educación                           | Carlos Benedetti Reiman    | PS    |
| Justicia y Derechos Humanos         | Carlos Uslar Venegas       | PL    |
| Trabajo y Previsión Social          | Sandra Quintana Rodríguez  | PCCh  |
| Obras Públicas                      | Hugo Cautivo Baltierra     | PS    |
| Salud                               | Eduardo Barra Cofré        | PCCh  |
| Vivienda y Urbanismo                | Claudia Toledo Alarcón     | Ind.  |
| Bienes Nacionales                   | Sebastián Artiaga Vergara  | FA    |
| Agricultura                         | Pamela Yáñez Gatti         | FA    |
| Minería                             | Roberto Lagos Correa       | PEV   |
| Transporte y Telecomunicaciones     | Héctor Silva Gormaz        | PS    |
| Energía                             | Daniela Espinoza Navarrete | Ind.  |
| Medio Ambiente                      | Pablo Pinto Valenzuela     | FA    |
| Deporte                             | Cristian Cartes Ruz        | FREVS |
| Mujer y Equidad de Género           | Camila Contreras Pereira   | IL    |
| Culturas, las Artes y el Patrimonio | Paloma Zúñiga              | FA    |

## Demografía
De acuerdo a los datos del censo de 2002, con 1 861 562 habitantes, es la segunda región más poblada del país, después de la Región Metropolitana de Santiago. En relación con el censo de 1992, que reflejaba una población total de 1 734 305 habitantes, se produjo un crecimiento poblacional de 7,3 % en 10 años (1992-2002), el segundo menor a nivel nacional, después de la Región de Magallanes y la Antártica Chilena. Tomando en cuenta sus 37 068,7 km² de superficie, tenía en 2002 una densidad de 50,22 habitantes por km², la tercera más alta a nivel nacional.
El censo de 2002 arrojó una población urbana de 1 528 306 habitantes, correspondientes al 82,1 % de la población regional, y una población rural de 333 256 habitantes, equivalentes al 17,9 % de la población de la región. Del total de la población, 915 200 (49,16 %) eran hombres y 946 362 habitantes (50,84 %) eran mujeres.

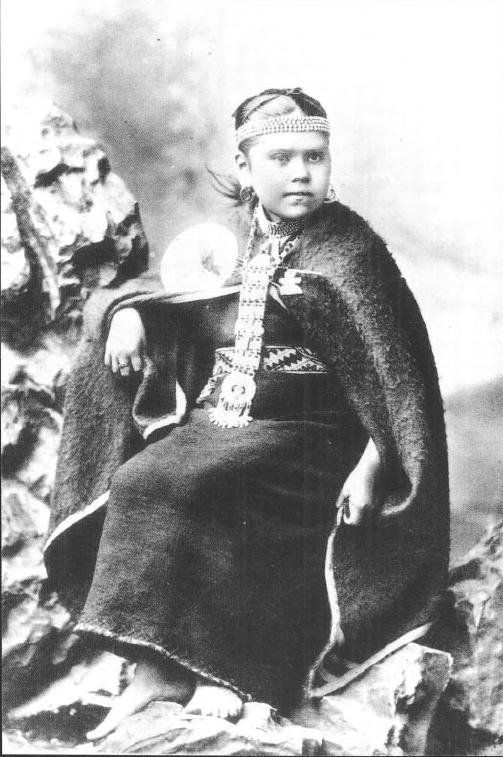
Hija del Lonco Quilapán

El Gran Concepción es la segunda conurbación más poblada del país y la más importante del centro de Chile con una población de 971 285 habitantes según el censo de 2017, correspondiente a la suma de la población de 10 comunas: Concepción (217 537 hab.), Talcahuano (151 749 hab.), San Pedro de la Paz (131 808 hab.), Coronel (116 262 hab.), Hualpén (91 773 hab), Chiguayante (85 863 hab.), Tomé (54 946 hab.), Penco (47 367 hab.), Lota (43 272 hab.) y Hualqui (24 333 hab.)
La segunda ciudad más poblada de la región es Los Ángeles con 202 331 habitantes.
En la provincia de Biobío, además de Los Ángeles, otras ciudades de importancia son: Mulchén con 21 819 habitantes, Nacimiento con 20 884 habitantes, la conurbación La Laja-San Rosendo, con una población total de 19 537 habitantes, y Cabrero con 11 947 habitantes.
Con respecto a la provincia de Arauco, las ciudades más pobladas son: Curanilahue con 30 126 habitantes, Lebu, la capital provincial, con 20 838 habitantes, Cañete con 19 839 habitantes, Arauco con 16 291 habitantes, y Los Álamos con 13 035 habitantes.
En el censo de 2017, el 10 % del total de la población regional se declaró como perteneciente a un pueblo originario, de los cuales el 94,2 % se declaró mapuche.
De acuerdo al censo de 2012, un 53,83 % de los habitantes de la Región del Biobío se declara católico, equivalentes a 835 123 personas, la tercera mayor concentración numérica de católicos en una región, y a la vez el porcentaje más bajo a nivel nacional. Un 31,46 % se declara evangélico o protestante, equivalentes a 487 965 personas, la segunda mayor concentración de esta adscripción religiosa en una región, y a la vez el porcentaje más alto a nivel nacional. Por otra parte, 161 142 personas se declaran ateas o bien no profesan ninguna religión, totalizando el 10,78 % a nivel nacional.
La provincia de Arauco es la única provincia de Chile en la que la cantidad de evangélicos y protestantes supera a la de católicos, con, respectivamente, un 54,34 % por sobre un 39,19 % de la población provincial.

## Economía

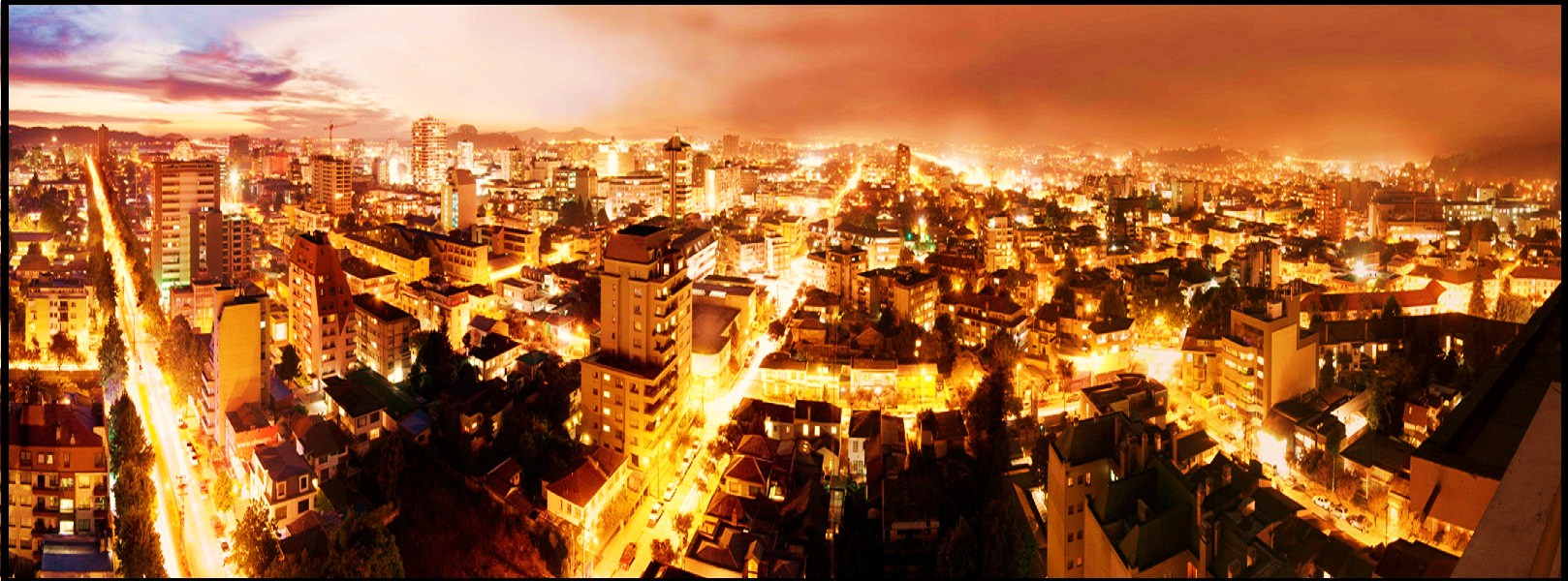
Imagen panorámica del Gran Concepción

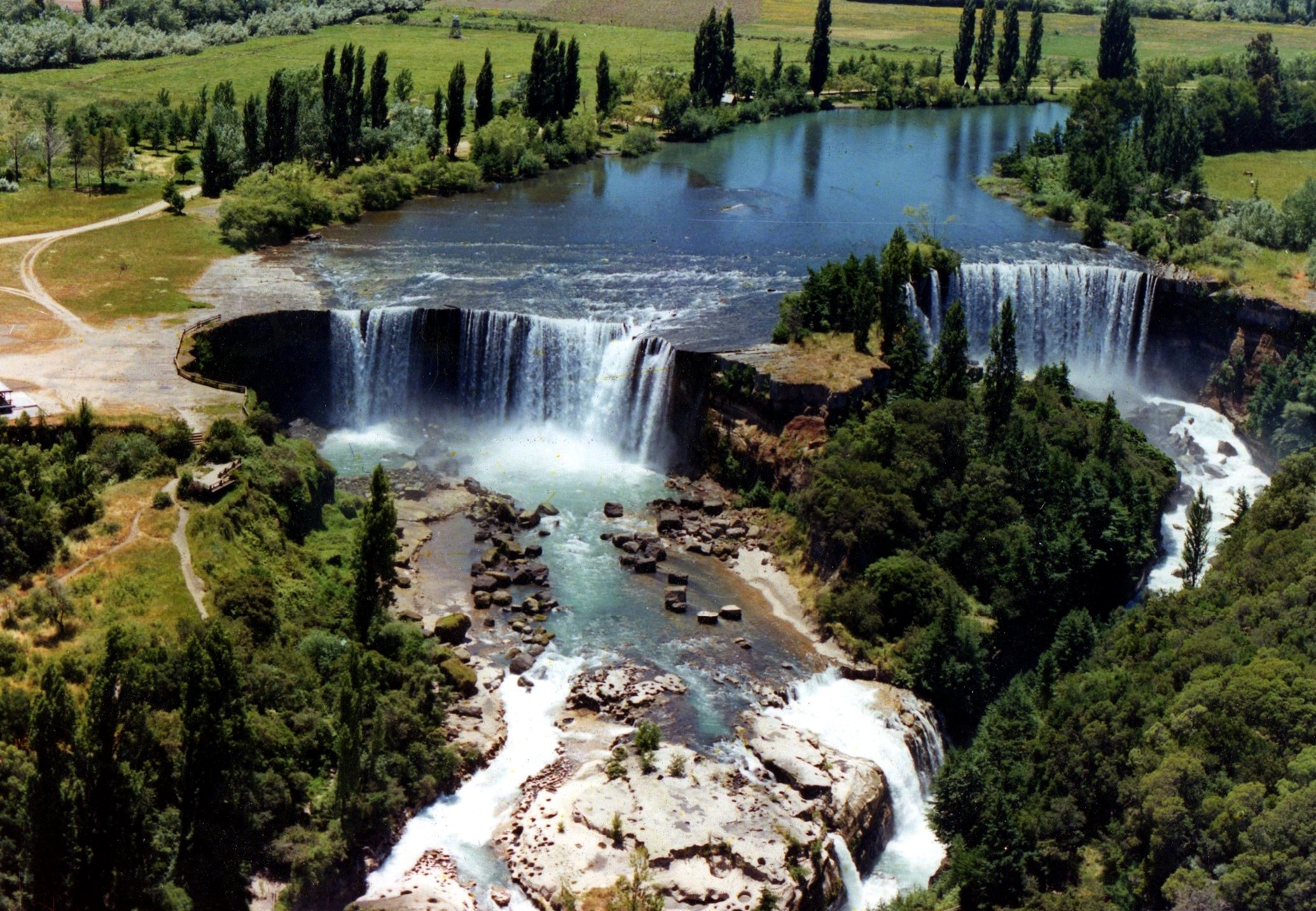
El Salto del Laja es uno de los principales saltos de agua de Chile y de la zona centro-sur del país.

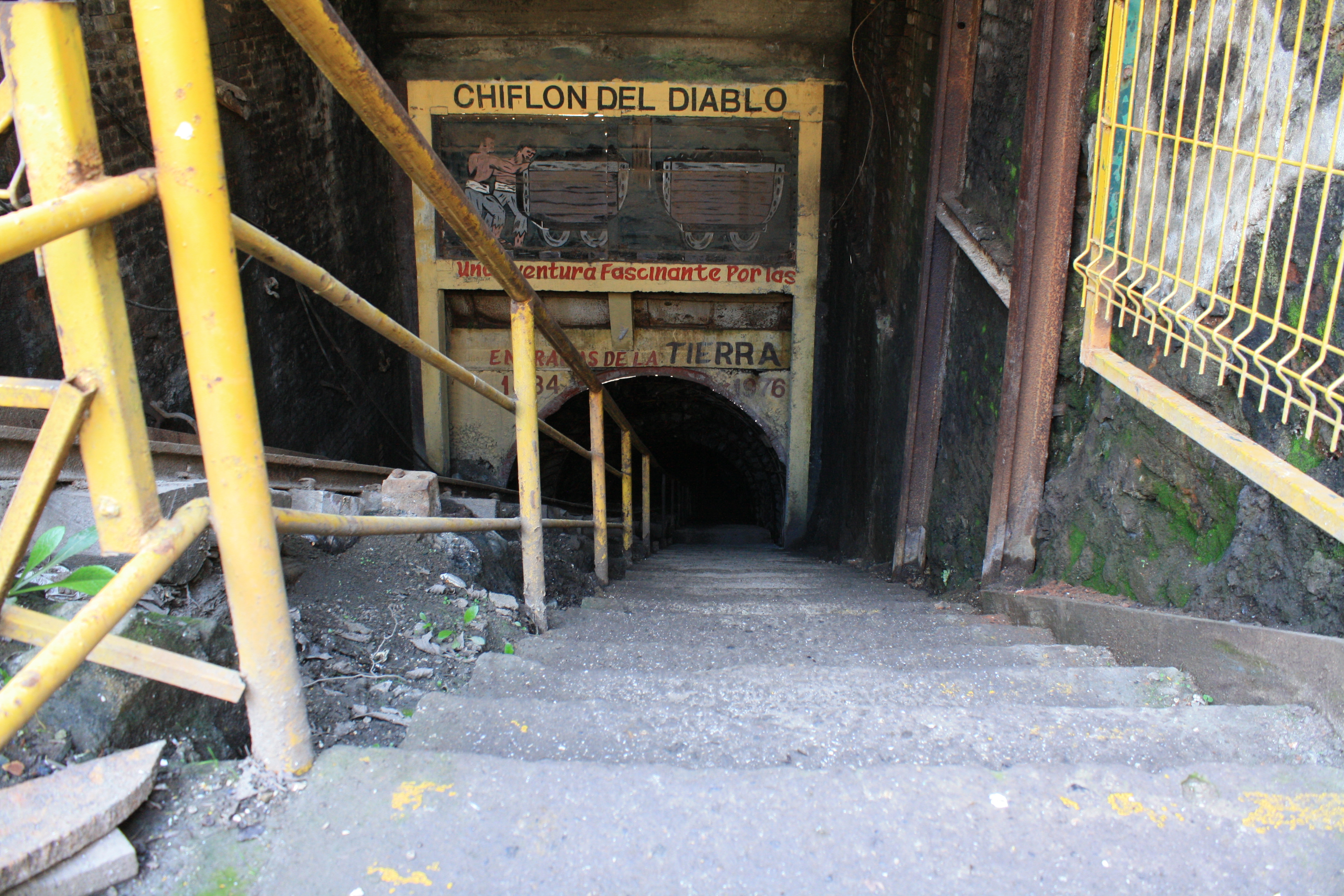
El Chiflón del Diablo es una de las minas de carbón más antiguas de Chile ubicada en la comuna de Lota y sirvió de inspiración a diversos poetas sobre la vida de los mineros como a Baldomero Lillo en su libro Sub terra.

En 2018, la cantidad de empresas registradas en la región del Biobío fue de 35.267. El Índice de Complejidad Económica (ECI) en el mismo año fue de 0,36, mientras que las actividades económicas con mayor índice de Ventaja Comparativa Revelada (RCA) fueron Actividad Pesquera de Barcos Factorías (22,16), Fabricación de Productos de Cerámica no Refractaria con fines Ornamentales (18,71) y Fabricación de Recipientes de Gas Comprimido o Licuado (17,03).
La Región del Biobío es una zona cuyas actividades económicas principales son la forestal y la pesca, y en forma secundaria la agricultura, la industria manufacturera y los servicios.
La conurbación del Gran Concepción es el núcleo urbano más grande de la Región del Biobío, con más de un millón de habitantes, que ofrece servicios comerciales, turísticos, educacionales y sanitarios.
En Talcahuano se concentra la industria pesada, con plantas siderúrgicas, astilleros y refinería de petróleos (Enap). También es un puerto militar del país y alberga a los astilleros de Asmar y a la flota de submarinos de la Armada.
En el sector agrícola, se producen cultivos tradicionales como cereales, hortalizas, forrajes y leguminosas y ganadería vacuna, destinada a la producción de leche y carne.
La región también tiene una industria de calzado y pieles (Concepción), textiles, especialmente de lana (Concepción y Tomé), azucareras (Los Ángeles), metalúrgicas, químicas, cementeras, papeleras y de construcción naval.
La industria forestal dispone de un millón de hectáreas plantadas de eucaliptus y pino radiata, lo que sustenta aserraderos, fábricas de paneles, enchapados e industrias de celulosa y papel, entre las que destacan las ubicadas en Nacimiento (Santa Fe I y II, y Papeles Río Vergara, propiedad de CMPC), Laja (Celulosa Laja, también de CMPC) y Arauco (Complejo Horcones, propiedad de CELCO).
En generación de energía, la región tiene varias centrales hidroeléctricas que aprovechan el río Biobío y sus afluentes. Entre ellas las centrales del Lago Laja: El Toro, El Abanico, Antuco; y las del Alto Biobío: Pangue y Ralco, todas de la empresa Endesa Chile. En construcción, también en la cuenca del Biobío, se encuentra la central Angostura, propiedad de Colbún. También existen centrales termoeléctricas, como la central Bocamina de Coronel, que opera con carbón.
En los últimos concursos silvoagropecuarios la mayor incidencia lo han adquirido los productos con valor agregado, conservas, deshidratos, congelados (berries), productos orgánicos, aceites vegetales, entre otros.

## Relaciones internacionales
La Región del Biobío es sede de una serie de instituciones de relaciones internacionales, tales como la Unidad Regional de Asuntos Internacionales (URAI) del Gobierno Regional del Biobío en Concepción, encargada del análisis y gestión de las relaciones bilaterales y multilaterales de la región con América Latina y el resto del mundo, la Comisión de Relaciones Internacionales del Consejo Regional del Biobío, la oficina regional en Concepción del Servicio Nacional de Migraciones, la oficina regional en Concepción de la Dirección General de Promoción de Exportaciones (ProChile), el Departamento de Migraciones y Policía Internacional de la Policía de Investigaciones en Concepción, Coronel, Lebu, Talcahuano y Los Ángeles, y las Oficinas Migrante de los siguientes municipios de la región:
- Oficina Migrante de la Municipalidad de Talcahuano.
- Oficina Migrante de la Municipalidad de Hualpén.
- Oficina Migrante de la Municipalidad de Concepción.
- Oficina Migrante de la Municipalidad de San Pedro de la Paz.
- Oficina Migrante de la Municipalidad de Hualqui.
- Oficina Migrante de la Municipalidad de Cabrero.
- Oficina Migrante de la Municipalidad de Arauco.
- Oficina Migrante de la Municipalidad de Laja.
- Oficina Migrante de la Municipalidad de Los Ángeles.
- Oficina Migrante de la Municipalidad de Curanilahue.
- Oficina Migrante de la Municipalidad de Cañete.

En materia de relaciones internacionales y educación superior, los principales actores dentro de Concepción son la Dirección de Relaciones Internacionales y Centro de Estudios Europeos (CEE) de la Universidad de Concepción, la Dirección General de Relaciones Institucionales de la Universidad del Bio-Bío, la Dirección de Relaciones Internacionales de la sede Concepción de la Universidad del Desarrollo, y la Dirección de Relaciones Institucionales, y Centro de Estudios y Desarrollo Asia Pacífico (CEDAP) de la Universidad Católica de la Santísima Concepción.

### Consulados en Concepción
| - Alemania (Consulado Honorario) - Argentina (Consulado) - Bélgica (Consulado Honorario) - Canadá (Consulado Honorario) - Ecuador (Consulado Honorario) - España (Consulado Honorario) - Finlandia (Consulado Honorario) | - Francia (Consulado Honorario) - Hungría (Consulado Honorario) - Italia (Consulado Honorario) - México (Consulado Honorario) - Países Bajos (Consulado Honorario) - Polonia (Consulado Honorario) |